# Holophaea lugens
Holophaea lugens är en fjärilsart som beskrevs av D. Jones 1908. Holophaea lugens ingår i släktet Holophaea och familjen björnspinnare. Inga underarter finns listade i Catalogue of Life.